# Referèndum constitucional del Senegal de 1963
El 3 de març de 1963 es va celebrar al Senegal un referèndum.Fou organitzat pel President Léopold Sédar Senghor, elegit en 1960, per a obtenir l'aprovació de la nova constitució, per suprimir el lloc de Primer Ministre i establir un sistema presidencial.
Va ser el primer referèndum que es dugué a terme a Senegal des que es va independitzar-se de França l'any 1960. Amb una participació del 94,3%, la victòria del sí fou aclaparadora amb un 99,5% dels vots.

## Context
Des de la independència, Senghor i Mamadou Dia han compartit el poder. El primer és el President de la República, mentre que el segon presideix el Consell. A finals de 1962 va suposar la fi de l'amistat entre els dos homes. Mamadou Dia fou arrestat el 18 de desembre acusat d'un intent de cop d'estat.
En aquest context, Senghor organitzà un referèndum per a aprovar una nova Constitució que permet concentrar el poder executiu en mans del President de la República. A més, el President també podrà nomenar i destituir els ministres. No obstant això, el President ja no podrà dissoldre l'Assemblea Nacional.